# Підводні човни типу 214
| Підводні човни типу 214    | Підводні човни типу 214                       | Підводні човни типу 214                       |
| -------------------------- | --------------------------------------------- | --------------------------------------------- |
|                            |                                               |                                               |
|                            |                                               |                                               |
|                            |                                               |                                               |
| Під прапором               | Греція, Південна Корея, Туреччина, Португалія | Греція, Південна Корея, Туреччина, Португалія |
| Спуск на воду              | з 2007 р. (6 човнів, 21 заплановано)          | з 2007 р. (6 човнів, 21 заплановано)          |
| Проєкт                     |                                               |                                               |
| Тип ПЧ                     | Дизельний підводний човен                     | Дизельний підводний човен                     |
| Вартість                   | $330 000 000 (у цінах 2008 року)              | $330 000 000 (у цінах 2008 року)              |
| Основні характеристики     |                                               |                                               |
| Швидкість (надводна)       | 12 вузлів (22 км/год)                         | 12 вузлів (22 км/год)                         |
| Швидкість (підводна)       | 20 вузлів (37 км/год)                         | 20 вузлів (37 км/год)                         |
| Робоча глибина занурення   | 250—400 м                                     | 250—400 м                                     |
| Гранична глибина занурення | 400—700 м                                     | 400—700 м                                     |
| Автономність плавання      | 84 діб                                        | 84 діб                                        |
| Екіпаж                     | 27 осіб (5 офіцерів, 22 матроси)              | 27 осіб (5 офіцерів, 22 матроси)              |
| Розміри                    |                                               |                                               |
| Довжина найбільша (по КВЛ) | 65 м                                          | 65 м                                          |
| Ширина корпусу найб.       | 6,3 м                                         | 6,3 м                                         |
| Середня осадка (по КВЛ)    | 6 м                                           | 6 м                                           |
| Водотоннажність надводна   | 1 700 т                                       | 1 700 т                                       |
| Озброєння                  |                                               |                                               |
| Торпедно- мінне озброєння  | Носові: 8 ТА калібру 533-мм, (16 торпед)      | Носові: 8 ТА калібру 533-мм, (16 торпед)      |

Підводні човни типу 214 — тип дизельних підводних човнів з повітрянонезалежною енергетичною установкою розробленою німецьким підприємством HDW. Човни будуються HDW з 2001 року з завершальним складанням на заводах замовника, в Південній Кореї, в Греції та в Туреччині. Тип 214 є модернізацією попередніх підводних човнів типу 209 та типу 212. Як і 209 тип, котрий був побудований в 1960 році, 214 тип призначений виключно для експорту. Дотепер побудовано для Греції чотири човни, дев'ять Південній Кореї, два Португалії і шість човнів замовила Туреччина

## Технологія
В 214 типі повітрянонезалежна енергетична система базована на паливних елементах рухової системи, аналогічних, встановлених на човнах типу 212, що дозволяє човнам перебувати під водою тривалий час. Підводні човни типів 212 і 214 є найбільш тихими з неатомних підводних човнів у світі.

## Замовники

### Греція
Контракт на будівництво трьох човнів для ВМС Греції, було підписано 15 лютого 2000 року, а четвертий човен був замовлений у 2002 році. Перший човен був побудований на німецькому заводі HDW і спущеним на воду 22 квітня 2004 року. Інші три човни будуються на грецькому заводі в Chaidari.
У грудні 2006 року було повідомлено грецькою стороною, що виникли технічні проблемами при випробувані човнів
Згідно з їх доповіддю, на човнах були величезні проблеми з кавітацією, перегрівом палива і сильними шумами в надводному положені. Крім того, повідомлялося, що проблеми грецького флоту, не тільки не зменшується, а навіть збільшуються, через проблеми з паливним елементом, вібрацією перископа, через попадання морської води в гідравлічні системи, а також проблеми, пов'язані з радаром.
Станом на березень 2008 року, Греція зоборгувала німецьким суднобудівникам з HDW близько 500 мільйонів євро за будівництво чотирьох човнів. Натомість HDW вважало усі технічні проблеми вирішеними і скаржилися, що Греція відмовляється їх зняти тільки тому, що бажає знизити суму оплати.-->
У жовтні 2008 року грецька сторона провела перевірку і визнала, що всі технічні проблеми були вирішені. Але незважаюси на сертифікат, виданий Національним управлінням Греції по забезпеченню якості, грецький військово-морський флот, як і раніше, відмовлявся прийняти човни в експлуатацію.
Другий човен з замовлених, «Pipinos», був спущеним на воду в лютому 2007 року, але лише навесні 2010 року розбіжності були подолані. Три інші човни також не були вчасно прийняті грецьким флотом і не введені в експлуатацію.
Окрім того, греки замовили ще модернізацію і доукомплектування двох підводних човнів типу 209
Таким чином, в цілому шість човнів класу 214 були закуплені Грецію.
У лютому 2011 року прокурор Мюнхена, у зв'язку з невиконання угоди між Грецією і Німеччиною про побудову підводних човнів типу 214, заявив, про існування підозри в зловживанні довірою і хабарництві проти керівництва HDW зі сторони їх грецьких партнерів з Ferrostaal стосовно Akis Tsochatzopoulos
У квітні 2012 року, колишній грецький міністр оборони був заарештований через скандал з будівництвом німецьких підводних човнів
Під час слідства, подали у відставку декілька керівників і генеральний директор компанії з Греції. Перед своєю відставкою, він зізнався, що в обмін на укладення контрактів з будівництва підводних човнів були проведені виплати. У 2011 році Ferrostaal зобов'язали заплатити штраф у розмірі 140 млн євро і публічно вибачитися.

### Португалія

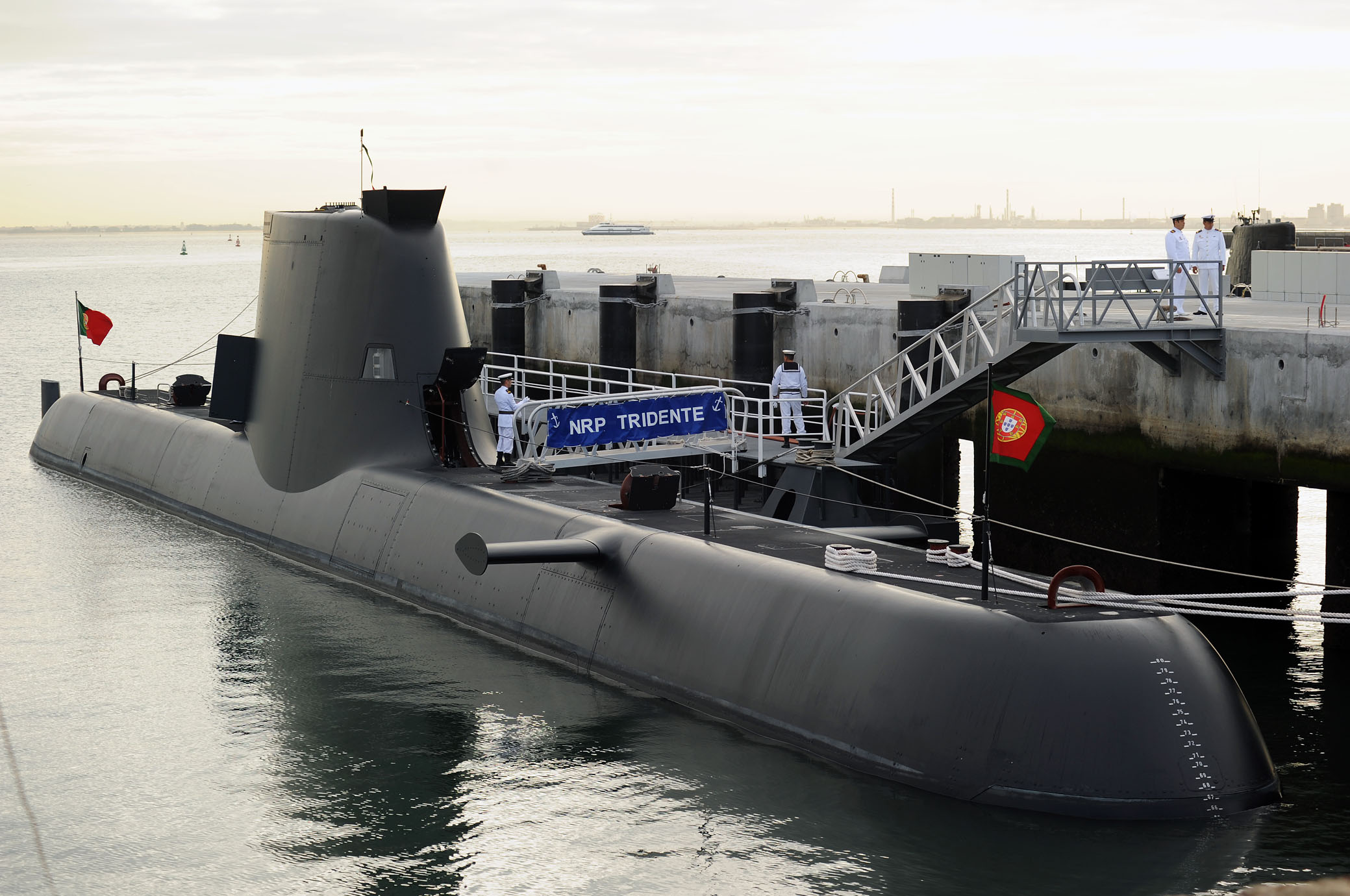
Човен «Tridente»

Португалія у 2004 році замовила два підводні човнів типу U-209PN, які фактично стали пізніше типом 214. На ранній стадії тендеру виграв тип 209/1500, але пізніше за комплектацією було змінено на тип 214.
Два човна з іменами «Tridente» і «Arpão» було побудовано на німецькому заводі в Кілі. Обидва човни було прийнято і введено в експлуатацію

### Південна Корея

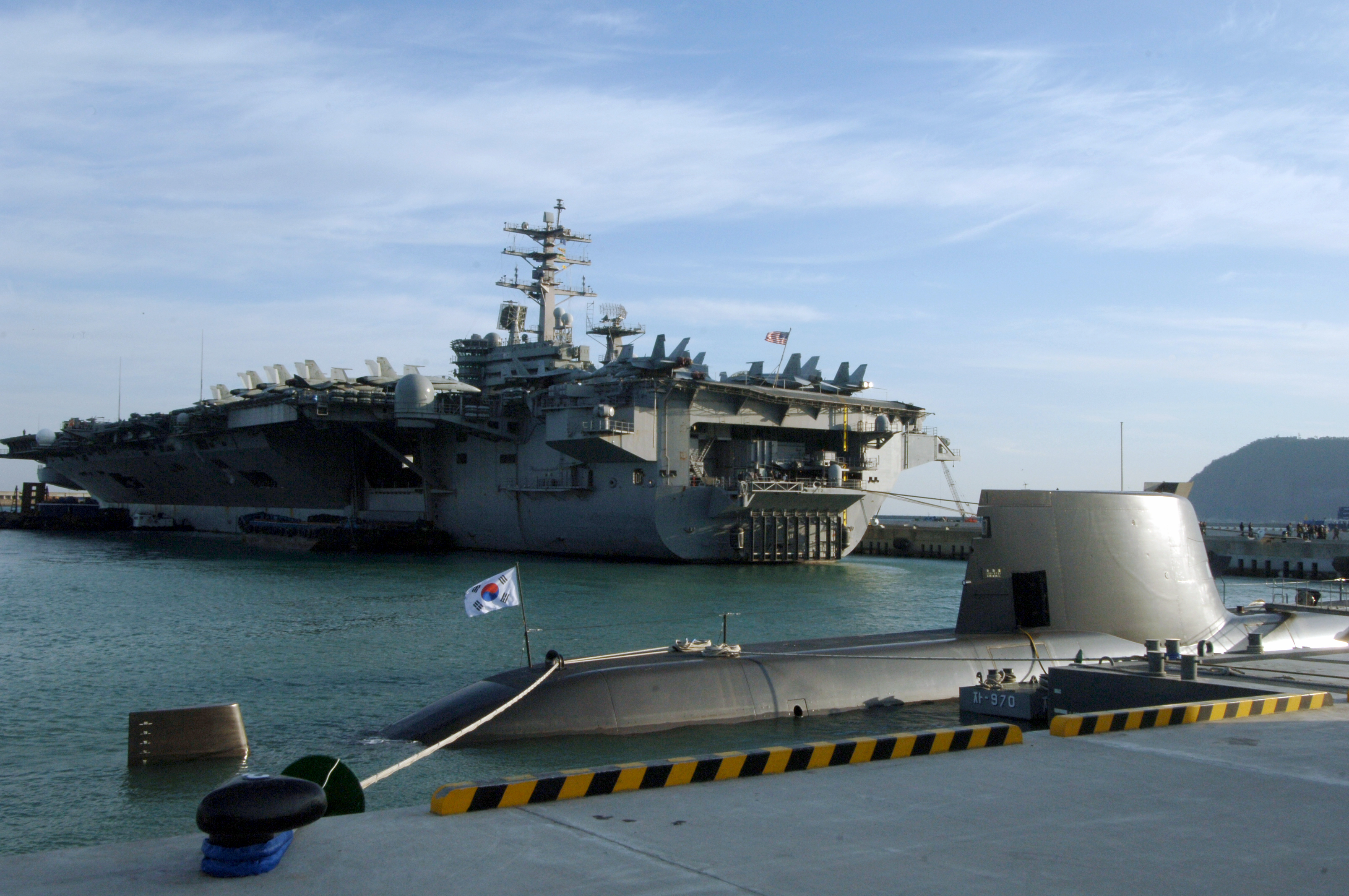
Південнокорейський човен Вон-іл (SSK 072)

Південна Корея, яка замовила три підводні човни типу 214. Перший човен типу 214. «Сон Вон Ір» був прийнятий 27 грудня 2007 армією Південної Кореї. Човни будуються на корейському заводі Hyundai Heavy Industries.. 8 січня 2009 року було оголошено, про підписання контрактів ще на шість підводних човнів.

### Туреччина
22 липня 2008 була укладена угода з Туреччиною на придбання шести підводних човнів типу 214TN . Підводні човни будуть побудовані в Туреччині, перший планується передати флоту в 2015 році.

## Перспективи

### Пакистан
Також Пакистан був зацікавлений в підводних човнах типу 214-й. Країна планує купити три човни і закінчити будування. Побудова тих човнів є проблематичною через міжнародні санкції стосовно цієї країни, бо Пакистан не приєднався до Угоди про нерозповсюдження ядерної зброї . Окрім того, були сумніви з приводу політичної ситуації, зокрема факт пошуку морської платформи для запуску крилатих ракет класу HATF VII Бабур
У липні 2009 року було оголошено, що Пакистан відмовився від пропонованого замовлення на користь подібної угоди з Францією

### Австралія
У 2011 році громадськості стало відомо, що Австралія внесла підводного човна типу 214 в попередній список пропонованої модернізації свого підводного флоту. Конкурентами на укладення великого контракту з Австралією для HDW в Кілі, є державний завод DCNS і французька Navantia.

## Представники
| Бортовий №     | Назва                 | Закладений     | Спущений на воду | Переданий флоту  | Завод                                    |
| Греція         | Греція                | Греція         | Греція           | Греція           | Греція                                   |
| -------------- | --------------------- | -------------- | ---------------- | ---------------- | ---------------------------------------- |
| S 120          | Papanikolis           | 27 лютого 2001 | квітень 2004     | 2 листопада 2010 | HDW                                      |
| S 121          | Pipinos               | лютий 2003     | листопад 2006    |                  | Chaidari                                 |
| S 122          | Matrozos              | лютий 2004     | листопад 2007    |                  | Chaidari                                 |
| S 123          | Katsonis              | 2005           | 2007             |                  | Chaidari                                 |
| S 124          |                       |                |                  |                  | Chaidari                                 |
| S 125          |                       |                |                  |                  | Chaidari                                 |
| Португалія     |                       |                |                  |                  |                                          |
| S 167          | Tridente              | 7 березня 2005 | 15 липня 2008    | 8 вересня 2010   | HDW                                      |
| S 168          | Arpão                 | 15 квітня 2007 | 18 червня 2009   | 2011 рік, суд    | HDW                                      |
| Південна Корея |                       |                |                  |                  |                                          |
| SS 072         | Сон Вон-іл Son Won-il | жовтень 2002   | 9 червня 2006    | 27 грудня 2007   | Hyundai Heavy Industries                 |
| SS 073         | Jung Ji               | 2004           | 13 червня 2007   | 2 грудня 2008    | Hyundai Heavy Industries                 |
| SS 075         | Jung-Ji               |                | 4 червня 2008    | 30 жовтня 2009   | Hyundai Heavy Industries                 |
| SS 076         |                       |                | 2009             | 2014             | Daewoo Shipbuilding & Marine Engineering |
| SS 077         |                       |                | 2010             | 2015             | Hyundai Heavy Industries                 |
| SS 078         |                       |                | 2011             | жовтень 2016     | Daewoo Shipbuilding & Marine Engineering |
| SS 079         |                       |                | 2012             |                  | Hyundai Heavy Industries                 |
| SS 079         |                       |                | 2013             |                  |                                          |
| SS 080         |                       |                | 2014             |                  |                                          |
| Туреччина      |                       |                |                  |                  |                                          |
|                |                       | 2011           |                  |                  | Гельджюк                                 |
|                |                       | 2011           |                  |                  | Гельджюк                                 |
|                |                       |                |                  |                  | Гельджюк                                 |
|                |                       |                |                  |                  | Гельджюк                                 |
|                |                       |                |                  |                  | Гельджюк                                 |
|                |                       |                |                  |                  | Гельджюк                                 |

## Типи аеробних підводних човнів
| Типи аеробних підводних човнів | Типи аеробних підводних човнів                 |
| ------------------------------ | ---------------------------------------------- |
| Велика Британія                | «Експлорер»                                    |
| СРСР                           | 651Е                                           |
| ФРН                            | 212 \| 214 \| 216                              |
| Швеція                         | «Вестерєтланд» \| «Готланд» \| «Сьодерманланд» |
| Франція                        | «Сага»                                         |
| Японія                         | «Харусіо» \| «Сорю» \|                         |
| Третій Рейх                    | X-B \| XXVI                                    |